# Montrésor
Montrésor – miejscowość i gmina we Francji, w Regionie Centralnym, w departamencie Indre i Loara.
Według danych na rok 2004 gminę zamieszkiwały 384 osoby, a gęstość zaludnienia wynosiła 391,8 osób/km².
Montrésor po francusku znaczy „mój skarb”. Miejscowość jest położona na południowy zachód od Paryża, nad rzeką Indrois, w kantonie Loches niedaleko Tours, w słynnej z wielu pięknych zamków dolinie Loary. W miasteczku znajduje się okazały zamek (zamek w Montrésor) i park – jeden z najstarszych w regionie, o tysiącletniej historii, a od 150 lat znajdujący się w rękach polskich rodów (najpierw Branickich, później Reyów). Również samo miasteczko jest zabytkowe, zachowując zarówno swoim wyglądem jak i urbanistyką bardzo wiele cech miasta średniowiecznego. Około 20 rodzin w miasteczku ma polskie korzenie. Miasteczko należy do zjednoczenia Les Plus Beaux Villages de France  - najpiękniejsze gminy francuskie - i co roku bierze udział w zawodach o pierwszą nagrodę.
Gospodarka miejscowa jest zależna przede wszystkim od turystyki. Sam zamek posiada zbiory artystyczne i historyczne wartościowe z punktu widzenia zarówno kultury francuskiej jak i polskiej.  
W 1921 roku na miejscowym cmentarzu pochowano Mikołaja Potockiego, ostatniego z linii tulczyńskiej, a jeszcze wcześniej, w 1880 r., przywiezione z Egiptu zwłoki pierwszego polskiego właściciela zamku, Ksawerego Branickiego. 
5 marca 1973 r. na cmentarzu pochowano wiceadmirała Józefa Unruga. 24 września 2018 r. zwłoki Józefa Unruga i jego żony, Zofii (zm. 1980) zostały ekshumowane w Montrésor i przewiezione do francuskiego portu w Brest, gdzie czekała polska gwardia honorowa. Po 45 latach admirał miał spocząć na ziemi ojczystej. 
Burmistrzem Montrésor w latach 2014-2019 był Christophe Unrug – wnuk polskiego wiceadmirała.